# Michael Faraday
Michael Faraday (Newington Butts, 1791. szeptember 22. – Hampton Court, 1867. augusztus 25.) angol fizikus és kémikus, az angol Royal Society (magyarul Királyi Természettudományos Társaság) tagja. Az elektrotechnika nagy alakja, aki magát természetfilozófusnak tartotta, jelentősen hozzájárult az elektromágnesség és az elektrokémia fejlődéséhez.
Ő találta fel a később Bunsen-égő néven ismertté vált hőforrás első változatát.
A történelem egyik legnagyszerűbb tudósának tartják. Néhány tudománytörténész szerint a természettudomány legnagyobb kísérletezője volt. Kísérletei lehetővé tették az elektromosság műszaki felhasználását.
Róla kapta nevét:
- az árnyékolástechnikai Faraday-kalitka (elektromágneses hatást kizáró tér),
- a kapacitás SI egysége, a farad, valamint
- a Faraday-állandó, ami egy mól elektron töltése (kb. 96 485 coulomb).

Faraday indukciós törvénye kimondja, hogy amikor egy mágneses mező időben változik, elektromos mezőt gerjeszt.
Faraday a Fullerian Professor of Chemistry címet viselte a Royal Institution of Great Britainben.

## Fiatalkora
A London melletti Newington Buttsban született (a mai Elephant and Castle környékén), a helyi üvegfúvó kisebbik fiaként. Apja mesterségét gyenge fizikuma miatt nem folytathatta. 1805-ben, tizenhárom éves korában beállt rokonukhoz, George Riebau könyvkötőmesterhez inasnak. Itt a munka mellett sokat tanulhatott a kötésre váró könyvekből, mert az Angol Királyi Tudományos Társaság volt a műhely fő megrendelője.
Egy legenda szerint Sir Humphry Davy, a Társaság akkori elnöke azért figyelt rá fel, mert az ifjú Faraday egy elkészült könyvben felejtette a jegyzeteit.

## Tudományos munkái
Kezdetben gázok cseppfolyósításával kísérletezett. 1825-ben felfedezte a benzolt. Tíz év kutatómunka után, 1831-ben határozta meg az elektromágneses indukció törvényeit. (Ez a dinamók, generátorok és transzformátorok működésének alapja.) 1832-ben elektrolízissel foglalkozott; megalkotta az „elektrokémiai egyenértéksúly” kifejezést, és meghatározta értékét. Ő vezette be az anód, katód, elektróda és ion kifejezéseket. 1845-ben a fény és a mágneses tér kölcsönhatásait vizsgálva felfedezte a róla elnevezett effektust.

## Davy asszisztenseként
20 éves korában John Tatum, a Városi Filozófiai Társaság alapítójának, valamint a kiemelkedő angol (cornishi) kémikus és filozófus Sir Humphry Davy, a Királyi Társaság elnökének előadásait hallgatta. Elküldött Davynek néhányat az előadásain készített jegyzeteiből, mire Davy megígérte, hogy nem feledkezik meg róla, de azt javasolta, maradjon könyvkötő állásánál. Miután Davy szeme egy nitrogén-trikloridos balesetben megsérült, titkáraként alkalmazta Faradayt. Amikor asszisztensét, John Payne-t, a Királyi Társaság tagját elbocsátották, Davy felajánlott Faradaynek egy laboratóriumi asszisztens állást. Faraday az akkori munkaadója, Henry de la Roche indulatos természete miatt gondolkodás nélkül felhagyott a könyvkötészettel.
Amikor Davy hosszú körutat tett a kontinensen 1813-15 között, az inasa nem tartott vele. Faraday, mint Davy tudományos asszisztense részt vett az úton, így – mivel nem volt nemes – megkérték, hogy lássa el az inas teendőit, amíg nem találnak valakit Párizsban. Davynek nem sikerült helyettest találnia, és Faraday az úton végig kénytelen volt inaskodni. Davy felesége, Jane Apreece nem kezelte Faradayt egyenrangú félként: kint, a fedélzeten kellett utaznia, a szolgákkal ennie stb. A folytonos megaláztatás miatt Faraday komolyan fontolgatta, hogy egyedül tér vissza Angliába, és felhagy a tudománnyal.

## Tudományos pályája

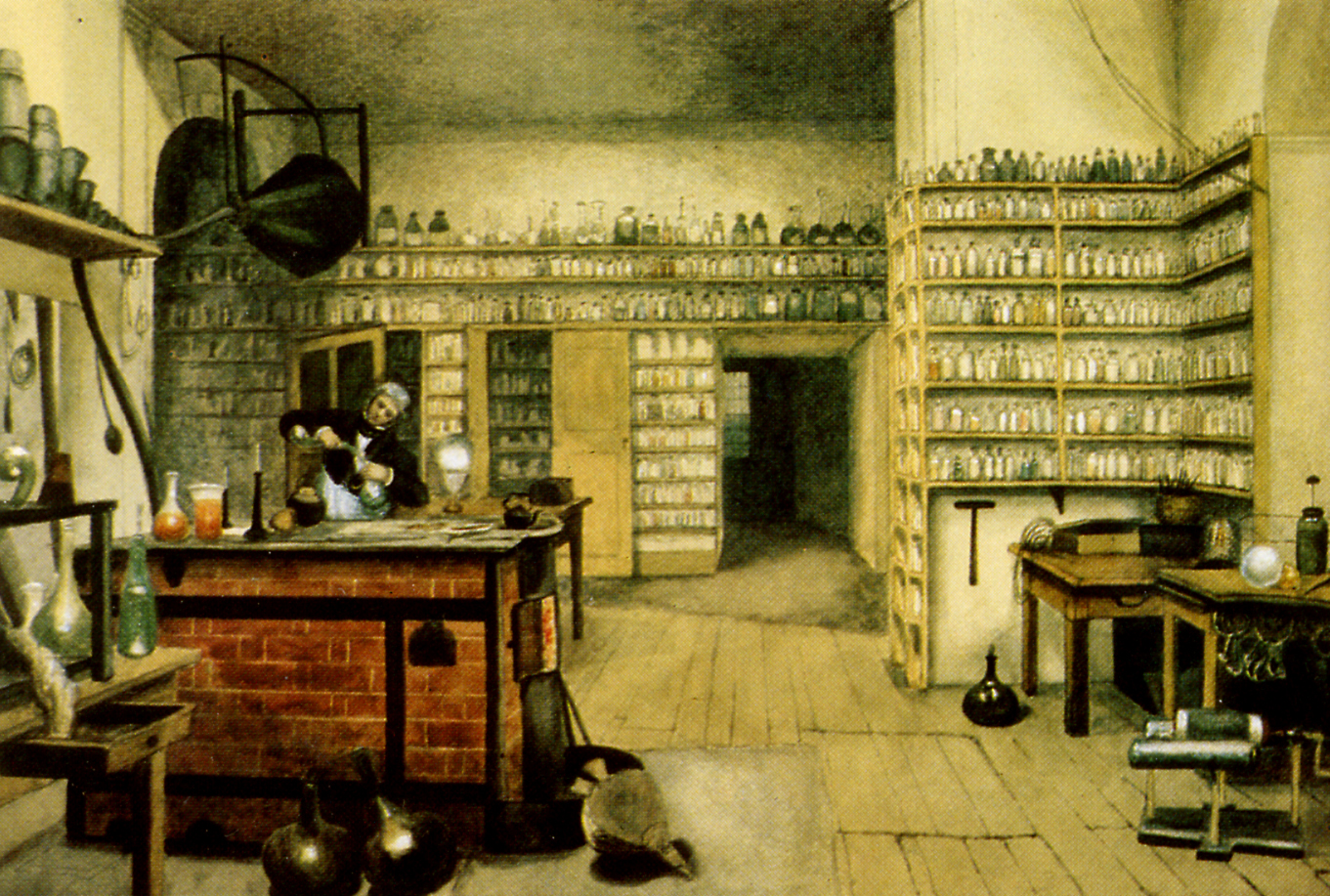
Faraday a laboratóriumában (akvarell)

Legkiemelkedőbb teljesítményeit az elektromosságot tanulmányozva érte el. 1821-ben, nem sokkal azután, hogy a dán fizikus és kémikus, Hans Christian Ørsted felfedezte az elektromágnességet, Davy és egy másik brit tudós, William Hyde Wollaston megpróbált elektromotort tervezni, de sikertelenül. Faraday megvitatta velük a problémát, és folytatta elektromágneses perdületnek hívott találmányának fejlesztését. Egy mágnessel meghosszabbított drótot higanymedencébe téve a drót keringeni kezdett a mágnes körül, ha egy kémiai elemből származó áramot vezettek belé. Ez a találmány egypólusú motor néven vált ismertté. Faraday kísérletei és találmányai váltak a mai elektromágneses technológia alapjává. Eredményeit meggondolatlanul anélkül tette közzé, hogy kellőképp hivatkozott volna Wollastonra és Davyre. Hármójuk vitája miatt Faraday néhány évre lemondott az elektromágnesség kutatásáról.
Davy ezután megpróbálhatta lassítani Faraday tudományos elismerését (természetfilozófussá válását). 1825-ben például az optikai lencsével folytatott kísérletek felé terelte – Faraday hat évet töltött ezzel érdemleges eredmény nélkül. 1829-ben – még Davy életében – aztán felhagyott ezzel a tevékenységgel, és jövedelmezőbb törekvések felé fordult.
Két évvel később, 1831-ben kezdett azon kísérletsorozatába, amellyel felfedezte az elektromágneses indukciót, amely már Francesco Zantedeschi tevékenységéből sejthető volt. Rájött, hogy ha egy mágnest átvezet egy dróthurkon, akkor a drótban elektromos áram keletkezik. Ugyanez a hatás jelentkezik, ha a hurkot egy rögzített mágnes fölött vezeti el.

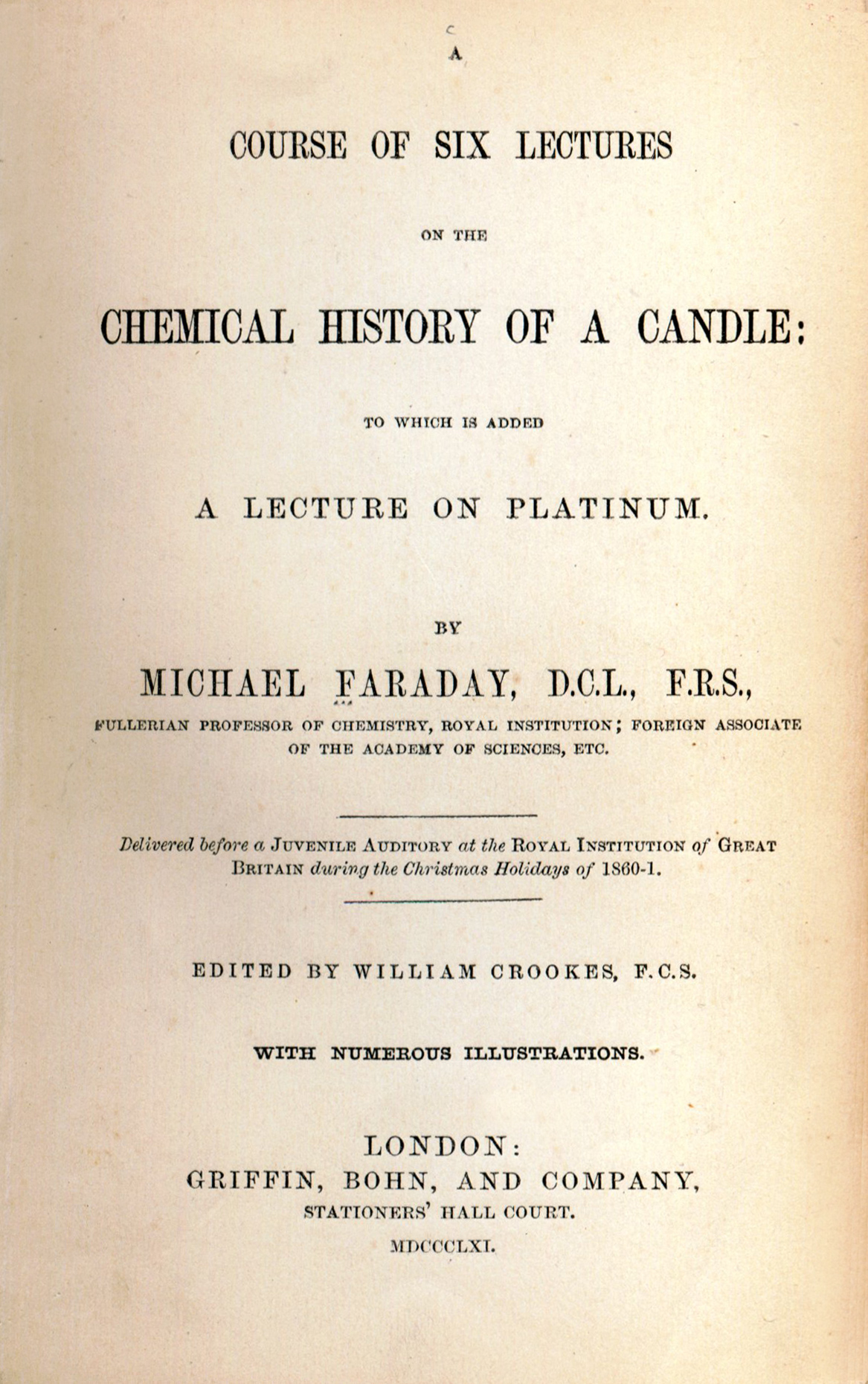
A The Chemical History of a Candle címlapja (1861)

Kimutatásai megalapozták annak felismerését, hogy a változó mágneses tér elektromos mezőt hoz létre. Ezt az összefüggést matematikailag Faraday törvénye modellezte, mely később beépült a négy Maxwell-egyenletbe. Faraday aztán ezt az elvet arra használta, hogy megalkossa az elektromos dinamót, a modern generátor elődjét.
Faraday feltételezte, hogy az elektromágneses erő kiterjed a vezető körüli üres térbe is, de ezt a munkáját soha nem fejezte be. Faraday koncepciója az áramvonalakról az elektromosan töltött testek és mágnesek viselkedéséből indult ki, láthatóvá téve az elektromos és mágneses tereket. Ez az elméleti modell nagyban hatott a gépesítés és az ipar területére a 19. század hátralévő részében, mert döntő szerepet játszott az elektromechanikai találmányok sikeres fejlődésében.
Faraday kémiai eredményei is jelentősek. Felfedezte a benzolt, a cseppfolyós gázok közül pedig a klórt. Feltalálta az oxidációs számok rendszerét. Ő készítette el az első klatrátot. Az elektrolízis törvényét tanulmányozva igazolta, hogy a folyamatban átalakuló anyag mennyisége az átalakításhoz felhasznált elektromos töltés mennyiségével arányos, így összekötötte a kémiai atomelméletet az elektromossággal; a kémiai atomizmust fizikaivá alakította. Vizsgálatainak következő szakaszában feltárta, hogy az elektrolízisben átalakuló anyagok tömegei úgy aránylanak egymáshoz, mint egyenértéksúlyaik — azaz egy vegyértékű anyagoknál az atomsúlyaik. Ezzel kimutatta:
- egyrészt, hogy az elektromosság maga is atomos szerkezetű,
- másrészt, hogy minden atom, illetve molekula kapcsolatban áll az elektromosságnak ezekkel az „atomjaival” (azaz az elektronokkal).[1]

Elterjesztette az anód, katód, elektróda és ion fogalmakat — ezek többségét William Whewell alkotta meg. Ezen eredményei miatt sok modern kémikus őt tekinti a valaha élt egyik legnagyszerűbb kísérletező tudósnak. Kísérletező kiválósága ellenére matematikai ismeretei nem terjedtek tovább a trigonometriánál és a legegyszerűbb algebránál.

### Faraday-effektus
1845-ben Faraday észrevette, hogy kölcsönhatás van a fény és a mágneses tér között. Ezzel felfedezte a ma Faraday-effektus (Faraday-rotáció) néven ismert jelenséget és a diamágnesességet, ezzel hozzájárult az elektromágneses sugárzás elméletének kifejlesztéséhez.
Rájött, hogy polarizált fénynél a polarizáció síkja mágneses mezővel körben elfordítható. Eszerint a lineárisan polarizált fény polarizációs síkja elfordul, ha olyan mágneses téren vezetjük át, aminek a térerőssége párhuzamos a fény haladásával. A jegyzeteiben a következő szerepel: „Végül sikerült megvilágítanom a mágneses ívet vagy az erővonalat, és magnetizálnom a fénysugarat”. Ez azt mutatja meg, hogy a mágneses erő és a fény kapcsolatban állnak egymással.
A statikus elektromosságban folytatott munkája során Faraday szemléltette, hogy az elektromos töltések csak az elektromosan töltött vezető külső felületén vannak jelen, és a külső töltés semmilyen hatással sincs a vezető belsejére. Ez azért van, mert az azonos töltések taszítják egymást. Ezt a védekező effektust Faraday-kalitka néven ismerik.

## Öregkora
Több mint fél évszázaddal azután, hogy a tizenéves Faraday először járt a Királyi Intézetben, még ellátogatott oda, és órákat töltött azzal, hogy az eget kémlelte az ablakából.
Az 1850-es évek közepétől demencia tünetei jelentkeztek Faraday-nél, és ahogy fokozatosan elvesztette a képességét, hogy gondoskodjon önmagáról, kénytelen volt visszavonulni a tudományos munkától.
„Következő szombaton (22-én) betöltöm 70-edik évemet. Alig tudok magamra idős emberként gondolni” – Faraday.
Hampton Court-i házában hunyt el 1867. augusztus 25-én.

## Érdekességek
Egy gyertya kémiai története címmel sikeres előadás-sorozatot tartott kémia és fizika témakörökben a Királyi Intézetben; ezzel kezdődött a fiataloknak szóló karácsonyi előadások sorozata, amit a mai napig minden évben megtartanak ott, és amely Faraday nevét viseli.
Faraday zseniális kísérleteiről volt híres, annak ellenére, hogy nem részesült színvonalas matematikai oktatásban, habár a James Clerk Maxwell-lel létesített kapcsolata segítette e tekintetben, mivel Maxwell Faraday kísérleteit át tudta alakítani a matematika nyelvére. Jóképű és szerény emberként tekintettek rá, aki elutasította lovaggá ütését és a Királyi Társaság elnökségét, melyet korábban Davy is betöltött.
1991 és 2001 között az ő képét nyomtatták a brit 20 fontos bankjegyre.
Szponzora és mentora John 'Mad Jack' Fuller volt, aki létrehozta a Fullerian Professorship of Chemistry címet a Királyi Intézetben. Faraday volt az első és egyben a leghíresebb is azok közül, akik ezt a pozíciót megkapták, melyet különben egész életében viselhetett.
Faraday hívő keresztény volt, és a Skót Egyházon belül létező kicsiny Sandemanian felekezet tagja. Két cikluson keresztül volt presbiter a felekezet templomában.
1821-ben Faraday feleségül vette Sarah Barnardot, akit a sandemaniani gyülekezetben ismert meg. Házasságukból gyermek nem született.

## Faraday-törvények
1. Az I erősségű áram által t idő alatt kiválasztott anyagmennyiség: {\displaystyle m=kIt=kQ}
ahol m a tömeg; k az elektrokémiai egyenérték; Q a töltés.
2. Azonos töltésmennyiség különböző elektrolitokból kémiailag egyenértékű anyagmennyiséget választ ki: {\displaystyle k_{1}:k_{2}={\frac {A_{1}}{z_{1}}}={\frac {A_{2}}{z_{2}}}}
(A-relatív atomtömeg; z-oxidációs számváltozás, vegyérték)
3. Az indukciós törvény egymenetű hurok esetén: {\displaystyle U_{e}=-{\frac {\mathrm {d} \Phi }{\mathrm {d} t}}},
ahol {\displaystyle {\mathrm {\Phi } }=\int \limits _{A}{\underline {B}}\quad {\underline {\mathrm {d} A}}}
- Bármely egyszeresen pozitív töltésű ion egy mól mennyiségének a kiválasztásához szükséges töltés, a Faraday-féle állandó:  {\displaystyle F=(9,648455\pm 27*10^{-}6)*10^{4}{\frac {C}{mol^{\cdot }}}\approx 96500{\frac {C}{mol^{\cdot }}}}

## Emlékezete
- A Faraday-törvények mellett a nevét őrzi a kapacitás mértékegysége, a farad.
- Faraday-pohár

## Magyarul megjelent művei
- Népszerű természettudományi előadások. Faraday, Helmholtz, Pettenkofer munkáiból. Ford. Déri Miksa, Hoitsy Pál et al.; Természettudományi Társulat, Bp., 1892 (Természettudományi Könyvkiadó Vállalat)
- Mire tanít a gyertya lángja? Felolvasás az ifjúság számára. Ford. Bálint Aladár, ill. Mühlbeck Károly; Athenaeum, Bp., 1920
- A gyertya természetrajza. Hat felolvasás az ifjúság számára. Ford. Bálint Aladár, ill. Mühlbeck Károly; Athenaeum, Bp., 1921
- Miről beszél a gyertya lángja? Előszó, jegyz. Zemplén Jolán; Athenaeum, Bp., 1950 (Népszerű tudomány)